# گودزیلا در برابر ماترا
گودزیلا در برابر ماترا (به انگلیسی: Godzilla vs. Mothra) فیلمی در ژانر علمی تخیلی به مدت ۱۰۲ دقیقه به کارگردانی تاکائو اوکاوارا محصول کشور ژاپن در سال ۱۹۹۲ است.